# On va tous y passer
On va tous y passer  est une émission de radio diffusée sur France Inter d'août 2012 à juin 2014, du lundi au vendredi à partir de 11 h et jusqu'à 12 h 30, et présentée par Frédéric Lopez jusqu'au 6 janvier 2014 puis par André Manoukian à partir de cette même date. En 2014, elle est remplacée par La Bande originale, de Nagui.

## Historique
L'émission a  été créée à la rentrée 2012, en remplacement des Affranchis ; la première a eu lieu le lundi 27 août 2012, et la dernière le 27 juin 2014. L'émission réunissait en moyenne 765 000 auditeurs

## Description
La page web résume l'émission ainsi : « Un show populaire où l’humour croise le fer avec le savoir et l’air du temps ! Autour d’une personnalité invitée, André Manoukian et sa bande de chroniqueurs décrypteront avec humour l'actualité et la condition humaine. »
Cette émission, présentée en public et le plus souvent en direct, depuis la Maison de Radio-France, enchaîne interviews, sketches et performances musicales en direct, dans le même esprit que l'émission à laquelle elle succède ; lors de chaque émission, un savant (scientifique, philosophe...) est invité, et parle de sa spécialité.
Plusieurs chroniqueurs et humoristes, dont certains étaient déjà intervenus dans Les Affranchis, participent à l'émission : Daniel Morin, Thomas VDB, Sony Chan, Chris Esquerre, Ben, Nicole Ferroni, Redouanne Harjane, David Salles, Maria Dolores, Guillaume Meurice, Pierre-Emmanuel Barré, Alban Ivanov, Michèle Guigon.
Le générique de l'émission a été composé par Fred Pallem.